# Freiensteinau
Freiensteinau è un comune tedesco di 3 187 abitanti situato nel land dell'Assia.